# دونالد ووكر (لاعب كريكت)
دونالد ووكر (15 أغسطس 1912 في المملكة المتحدة - 18 يونيو 1941 في هولندا) (بالإنجليزية: Donald Walker) هو لاعب كريكت بريطاني وبريطاني (وحمل سابقاً جنسية المملكة المتحدة لبريطانيا العظمى وأيرلندا). لعب مع نادي مقاطعة هامبشاير للكريكت ‏.

## وصلات خارجية
- دونالد ووكر على موقع إي آس بي آن كريك إنفو (الإنجليزية)